# Dharasuram
Dharasuram is een panchayatdorp in het district Thanjavur van de Indiase staat Tamil Nadu.

## Demografie
Volgens de Indiase volkstelling van 2001 wonen er 13.027 mensen in Dharasuram, waarvan 50% mannelijk en 50% vrouwelijk is. De plaats heeft een alfabetiseringsgraad van 70%.

## Galerij

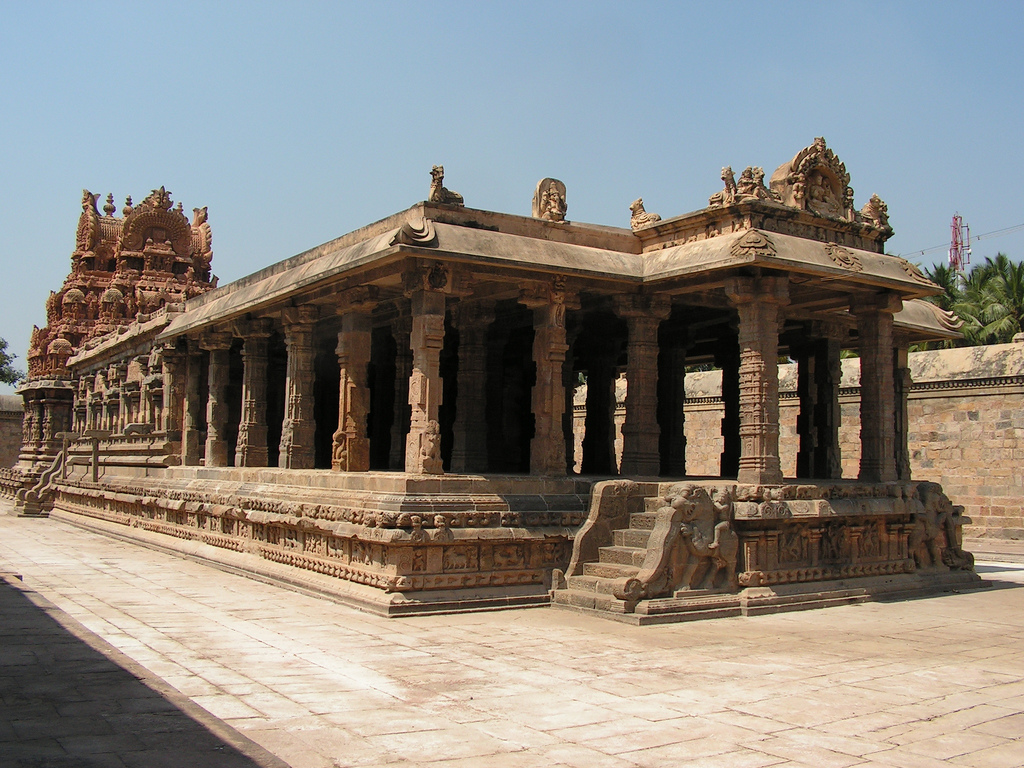
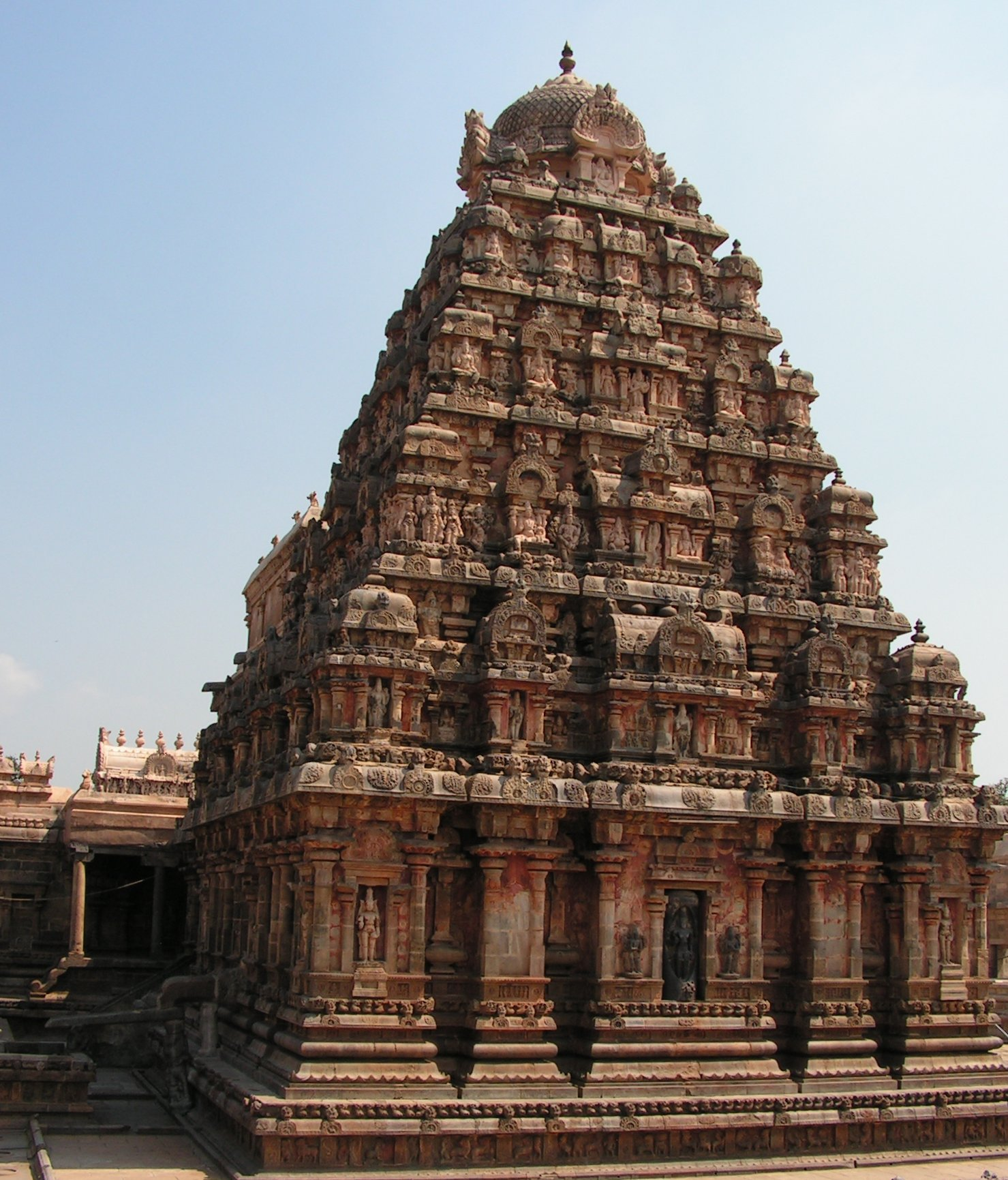
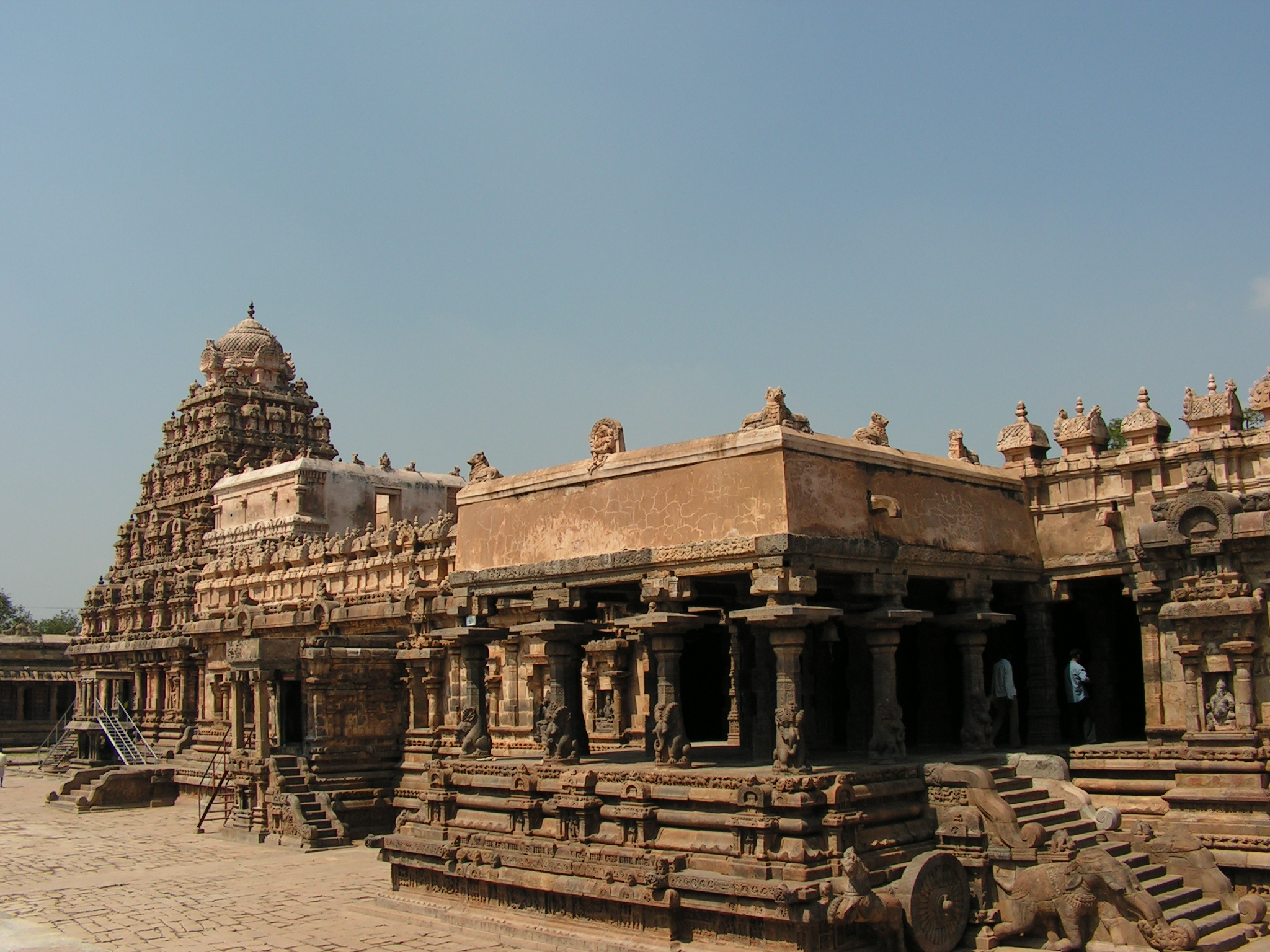
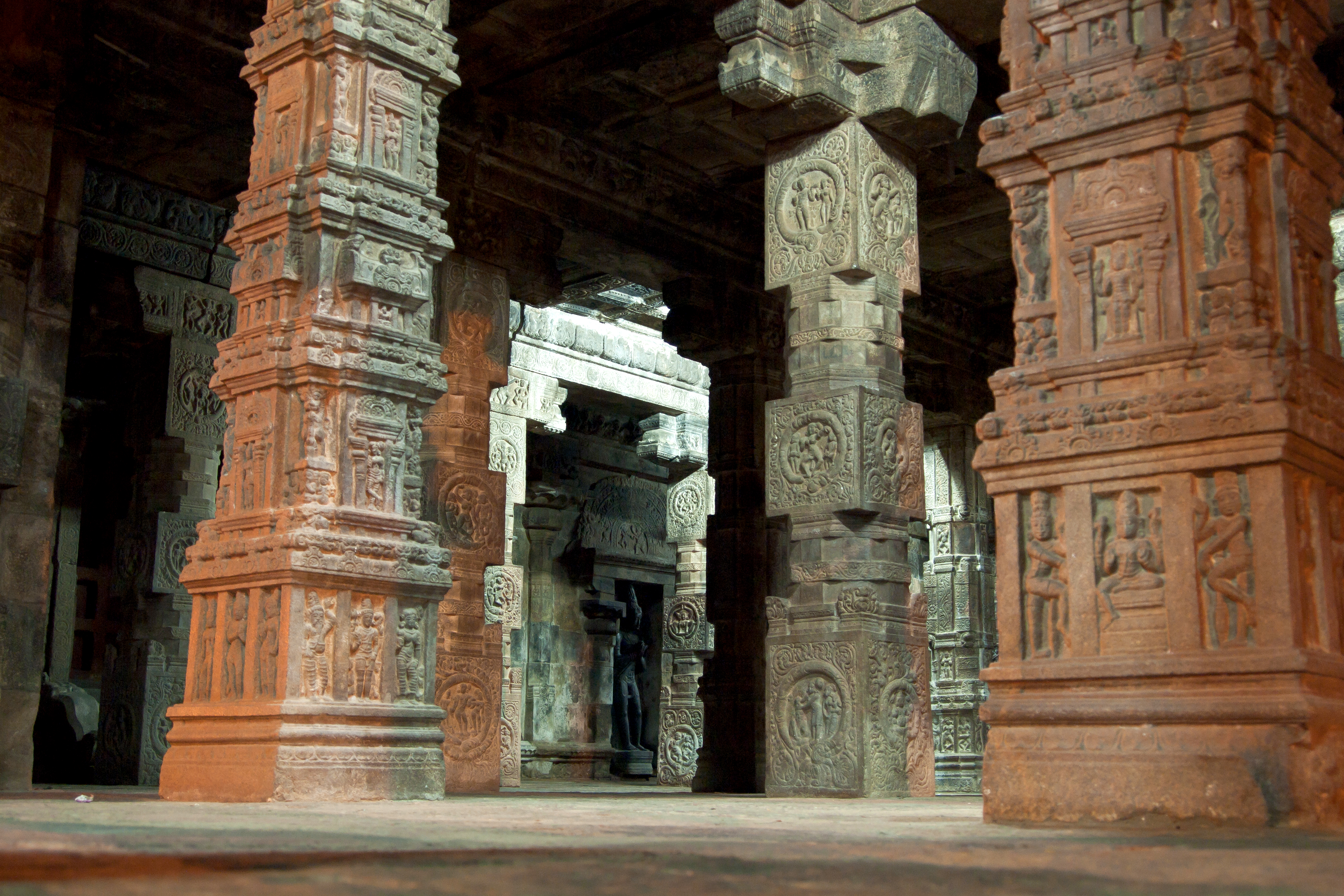
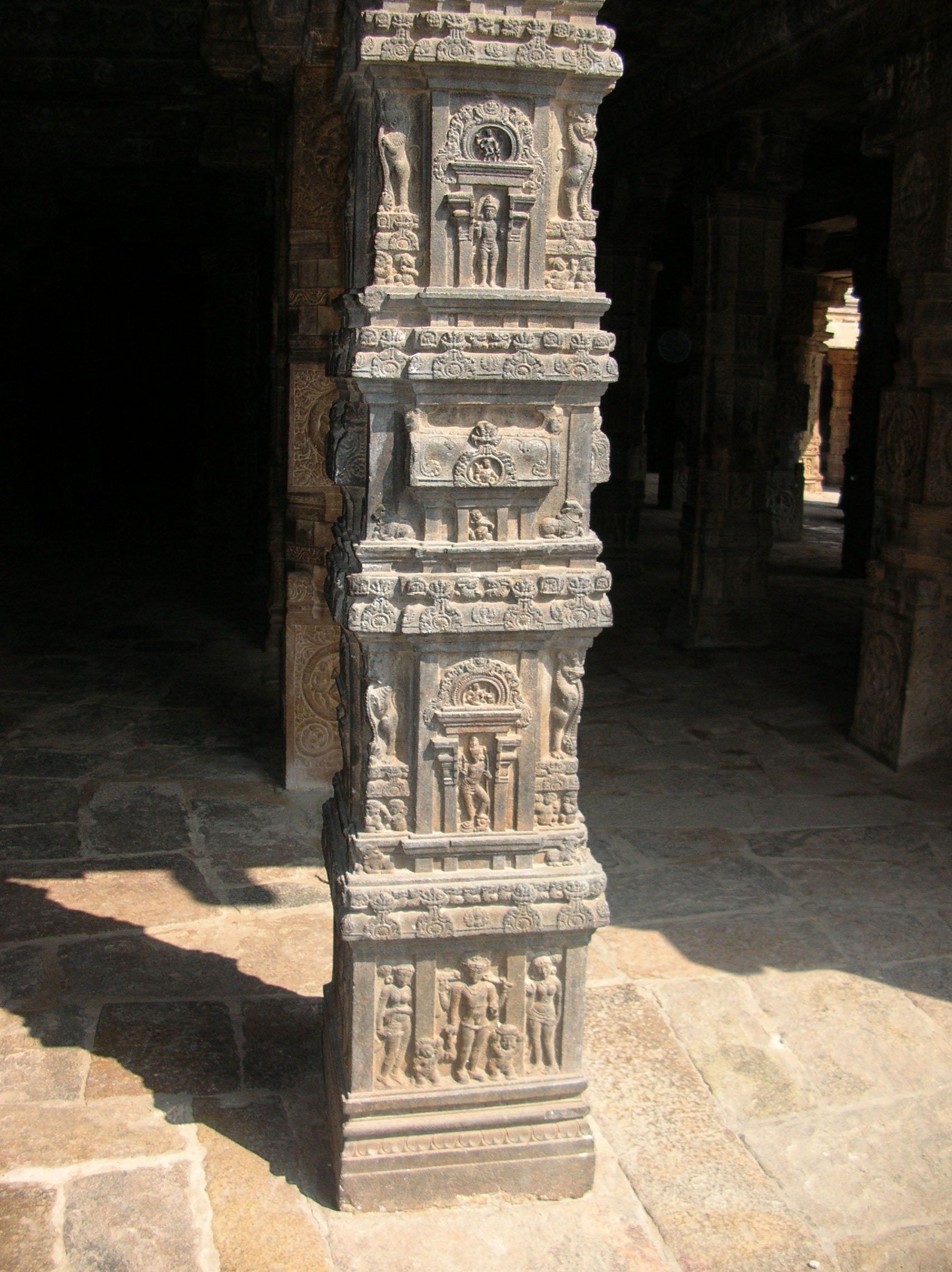